# Antoinette de Saint-Pierre
Antoinette de Saint-Pierre, née Antoinette de Pechpeyrou Comminges de Guitaut, née le 8 janvier 1885 à Changy-les-Bois (Loiret) et morte le 26 janvier 1961 à Paris, est une historienne française.

## Biographie
Elle fait partie d'une famille subsistante de la noblesse française, la famille de Pechpeyrou-Comminges de Guitaut. Épouse de Louis de Grosourdy de Saint-Pierre, historien de la Normandie, elle cosigne avec lui quelques ouvrages. Elle est lauréate du prix Broquette-Gonin (philosophie) de l'Académie française.
Elle est la mère de Michel de Saint Pierre (1916-1987), journaliste, écrivain et résistant français.

## Publications
- Maréchal Soult. Mémoires : Espagne et Portugal, texte établi et présenté par Louis et Antoinette de Saint-Pierre, Paris, Hachette, 1955, 368 p.[2] ; réédition : Paris, Les Belles Lettres, 2013  (ISBN 978-2-251-31005-3).
- Correspondance politique et familière avec Louis-Philippe et la famille royale, texte présenté par Louis et Antoinette de Saint-Pierre, Paris, Plon, 1960, 310 p. (prix Broquette-Gonin)